# Kobilje
Kobilje là một khu tự quản (tiếng Slovenia: občine, số ít – občina) trong vùng Pomurska của Slovenia. Kobilje có diện tích 19.7 km2, dân số là theo điều tra ngày 31 tháng 3 năm 2002 là 570 người. Thủ phủ khu tự quản Kobilje đóng tại Kobilje.